# Dublovice
Dublovice (německy Dublowitz) jsou obec v okrese Příbram ve Středočeském kraji, asi 5 km západně od Sedlčan. Žije zde přibližně 1 100 obyvatel.

## Historie
První písemná zmínka o obci pochází z roku 1228. Za druhé světové války se ves stala součástí vojenského cvičiště Zbraní SS Benešov a její obyvatelé se museli 31. října 1943 vystěhovat.
Od 19. února 1998 obec užívá znak. Obec je zakládajícím členem svazku Sdružení obcí Sedlčanska a MAS Sedlčansko, o. p. s. V soutěži Vesnice roku Dublovice získaly v roce 1999 Zelenou stuhu za péči o zeleň a v roce 2004 titul Vesnice Středočeského kraje.

## Obecní správa

### Části obce
- Břekova Lhota (k. ú. Břekova Lhota)
- Dublovice (k. ú. Dublovice)
- Chramosty (k. ú. Chramosty)
- Líchovy (k. ú. Líchovy)
- Zvírotice (k. ú. Zvírotice)

Součástí obce jsou také základní sídelní jednotky Chramosty-chatová oblast a Líchovy-chatová oblast. K obci patří také Bučily, Hrad, Kučerův Mlýn, Mečkov, Samoty, Stehlíkův Mlýn, Tancibudka a U Hradilů.
Sousedními obcemi sídla jsou Svatý Jan, Nalžovice, Křepenice, Sedlčany, Vysoký Chlumec, Příčovy, Hřiměždice a Županovice.
V letech 1850–1909 k obci patřil i Hradce a Oříkov a v letech 1869–1918 také Solopysky a Třebnice.

### Územněsprávní začlenění
Dějiny územněsprávního začleňování zahrnují období od roku 1850 do současnosti. V chronologickém přehledu je uvedena územně administrativní příslušnost obce v roce, kdy ke změně došlo:
- 1850 země česká, kraj České Budějovice, politický okres Votice, soudní okres Sedlčany[7]
- 1855 země česká, kraj Tábor, soudní okres Sedlčany
- 1868 země česká, politický i soudní okres Sedlčany
- 1939 země česká, Oberlandrat Tábor, politický i soudní okres Sedlčany[8]
- 1942 země česká, Oberlandrat Praha, politický i soudní okres Sedlčany[9]
- 1945 země česká, správní i soudní okres Sedlčany[10]
- 1949 Pražský kraj, okres Sedlčany[11]
- 1960 Středočeský kraj, okres Příbram
- 2003 Středočeský kraj, okres Příbram, obec s rozšířenou působností Sedlčany

## Společnost

### Rok 1932
V obci Dublovice (654 obyvatel, poštovní úřad, katol. kostel) byly v roce 1932 evidovány tyto živnosti a obchody: hodinář, 3 hostince, kolář, kovář, 2 krejčí, mlýn Na Červeném mlýně, 2 obuvníci, pekař, porodní asistentka, 2 rolníci, 3 řezníci, 4 obchody se smíšeným zbožím, Kampelička pro Dublovice, Spořitelní a záložní spolek pro Dublovice, tesařský mistr, 2 trafiky, zednický mistr.
Ve vsi Chramosty (197 obyvatel, samostatná obec se později stala součástí Dublovic) byly v roce 1932 evidovány tyto živnosti a obchody: hostinec, lom, mlýn, 8 rolníků, řezník, obchod se smíšeným zbožím, trafika.
V obci Líchovy (přísl. Bučily, Zvírotice, 523 obyvatel) byly v roce 1932 evidovány tyto živnosti a obchody: 4 hostince, krejčí, 3 lomy, mlýn, 2 rolníci, 3 obchody se smíšeným zbožím, 2 trafiky.

## Vodstvo
Dublovice patří do povodí 1-08-05-044, výměra celého povodí je 37,731 km². V Dublovicích můžete najít Návesní rybník, který se nachází v centru obce.
V okolí Dublovic je rybníční soustava tvořená rybníky Kumšík, Vrbsko, Kvasetín a především Musík. Musík je největší rybník v okolí. Jižně od Dublovic, je rybník Kvasetín. Z této nádrže voda postupně dostává do Návesního rybníka, tok dále pokračuje až do Musíka. Severně je rybník Kumšík, který je vzdálený od Dublovic asi 2 km, odtud se voda také vlévá do Musíka a dále napájí menší nádrž s názvem Jezero. Jižně od Dublovic je rybník Vrbsko, který je také vzdálený od Dublovic asi 2 km, i odtud se voda dostává do Musíka.

## Památky
- kostel Nejsvětější Trojice
- staré zemědělské usedlosti
- Západně při ústí Brziny pův. ves Zrůbek zatopená Slapskou vodní nádrží, na ostrohu nad hladinou stopy rožmberské tvrze z konce 14. století, zanikla za husitských válek, dochovány základy věže a přilehlých objektů. Na břehu nyní rekreační osada s hotelem.
- přírodní rezervace Jezero v k. ú. obce

## Pověsti
Dublovice a Nechvalice si pořídily nové zvony současně a zavěsily je, ještě neposvěcené, na své kostelní věže. Zvony se však v noci vznesly a vyměnily si svá místa. Na kamenech mezi obcemi, kde odpočívaly, jsou dodnes vidět jejich otisky. Také svým hlasem připomínají svůj původ, neboť zvon v Dublovicích při zvonění volá: „Nechvalák!“ a nechvalický: „Dublovák!“

## Doprava

### Dopravní síť
Obcí vede silnice I/18 Rožmitál pod Třemšínem – Příbram – Sedlčany – Votice. Do obce dále vedou silnice III. třídy. Železniční trať ani stanice či zastávka na území obce nejsou.

### Autobusová doprava 2024
Autobusovou dopravu v obci Dublovice zajišťují společnosti Arriva Střední Čechy a ČSAD Benešov. Obec je součástí Pražské integrované dopravy (PID). V obci se nachází zastávka Dublovice. V ostatní místních částech se nacházejí zastávky Dublovice,Břekova Lhota, Dublovice,Chramosty, Dublovice,Líchovy, Dublovice,Líchovy,rozc.Bučily, Dublovice,Líchovy,zbrojnice, Dublovice,Zvírotice a Dublovice,Zvírotice,Rybárna. Obcí procházejí tři autobusové linky: 516, 552 a 754. Linka 516 propojuje Sedlčany s Dublovicemi a Zvíroticemi. Autobusová linka 552 spojuje Kamýk nad Vltavou se Sedlčany, přičemž projíždí obcemi Svatý Jan a Dublovice. Linka 754 spojuje Příbram s Dublovicemi, Sedlčany a Benešovem.

## Turistika
- Cyklistika – Obcí vedou cyklotrasy č. 301 Krásná Hora – Kamýk nad Vltavou – místní část Líchovy – Cholín – Čím – Buš, č. 8133 Sedlčany – Příčovy – Dublovice – Chramosty a č. 8134 Dublovice – Nalžovice – Chlum.
- Pěší turistika – Územím obce vede turistická trasa  Skrýšov – Zrůbek – Zvírotice – Křepenice.